# Macrozamia conferta
Macrozamia conferta D.L.Jones & P.I.Forst., 1994 è una pianta appartenente alla famiglia delle Zamiaceae, endemica dell'Australia.

## Descrizione
È una cicade con fusto acaule, con diametro di 9-15 cm.
Le foglie, pennate, lunghe 35-60 cm, sono disposte a corona all'apice del fusto e sono rette da un picciolo lungo 7-21 cm; ogni foglia è composta da 90-160 paia di foglioline lanceolate, con margine incurvato, lunghe mediamente 0,6-3 cm, di colore verde chiaro.
È una specie dioica con esemplari maschili che presentano coni terminali di forma fusoidale, lunghi 7-18 cm e larghi 2,5-4 cm ed esemplari femminili con coni di forma grossolanamente ovoidale lunghi 6-12 cm, e larghi 3,5-6 cm.
I semi sono ovoidali, lunghi 20-25 mm, ricoperti da un tegumento di colore rosso.

## Riproduzione
Si riproduce per impollinazione entomofila.

## Distribuzione e habitat
È diffusa nel Queensland, in Australia. Vive nelle foreste di eucalipti su terreni podsolici in ombra.

## Conservazione
La IUCN Red List classifica M. conferta come specie a rischio minimo (Least Concern).

La specie è inserita nella Appendice II della Convention on International Trade of Endangered Species (CITES).